# Білоруси в Казахстані
Білоруси Казахстану (біл. Білоруси Казахстану, каз. Қазақстанниң білорустари) — білоруська діаспора у Республіці Казахстан.

## Статистика
За офіційними даними на 12 січня 2012 р. громадянами Республіки Казахстан є 63 694 білоруси. Найбільша кількість вихідців з Білорусі проживають у Костанайській області (21 тисяча), Карагандинській області (18 тисяч), Акмолінській області (16 тисяч).), Північноказахстанська (9 тисяч) областях. Динаміка чисельності білорусів у Казахстані за даними перепису населення: 1926 рік — 25584 людини, 1939 рік — 31614, 1959 рік — 107309, 1970 рік — 198430, 1979 рік — 19 — 19 924, 2009 рік — 66 476.

## Історія
Перші білоруси з'явилися на території сучасного Казахстану після повстання Калиновський, Костянтин Семенович Кастуся Калиновського (Заліський, Броніслав Францович Броніслав Залеський та інші). На початку 20 століття під час Столипінської аграрної реформи в Казахстан переселялися білоруські селяни. У часи Сталінські репресії в Казахстан були заслані білоруські діячі культури (Дудицький, Володимир Дудицький, Петро Битель, Скриган, Ян Скриган, Симон Хурсік та інші).
З початком німецько-радянської війни з Білорусі було евакуйовано 10,7 тисяч робітників та службовців, членів їхніх сімей. Сюди були вивезені колективи Білоруського театру опери та балету, драматичного театру імені Якуба Коласа. За період з 4 вересня 1941 по квітень 1942 року коласівці дали 8 шефських концертів, 12 вистав і 21 концерт у військових госпіталях. В Алмати знаходилася і співачка Білоруського театру опери та балету Олександрівська, Лариса Помпіївна Лариса Помпіївна Олександрівська. Вона виступала з казахською артисткою Куляш Байсеїтовою в робочих клубах Алмати та Караганди. На Алма-атинській кіностудії білоруський режисер Володимир Корш-Саблін у 1942 році створив перші білоруські фільми періоду німецько-радянської війни — «Білоруські новели» («Бджілка») та «Бойові друзі»).
З початком освоєння цілини безліч білорусів перебралося на північ республіки.
Минув Тиждень білоруської літератури в Казахстані (1974).

## Білоруси в незалежному Казахстані
До кінця дев'яностих років XX століття національні культурні центри білорусів були створені в Павлодарі, Усть-Каменогорську, Астані, Костанаї, Караганді, Кокшетау, Петропавловське. Сьогодні їх у республіці зареєстровано понад десять. Прикладом добре організованої роботи національно-культурних об'єднань є Алматинський регіональний НКЦ — керівник Піталенко Л. М., Павлодарський НКЦ — керівник Богнат Л. І., Карагандинський «Фонд білоруської культури» «Спадщина» — керівник Хука А. А., Північно-Казах обласний НКЦ — керівник Солапава Р. В., Костанайський НКЦ — керівник Шевченка Л. В., НКЦ «Білорусь» м. Нур-Султана — керівник Романова А. Ф. Асоціація білорусів Казахстану зареєструвала офіційну назву на установчій конференції у 2002 році. 10 років діяв національний культурний центр «Білорусь». Його засновник і перший керівник — сенатор Павло Атрушкевич.